# 1809 en musique
| \| • Retour à la chronologie générale de la musique populaire • \| |
| XXIe siècle • XXe siècle • XIXe siècle • XVIIIe siècle XVIIe siècle • XVIe siècle • XVe siècle • XIVe siècle XIIIe siècle • XIIe siècle • XIe siècle • Xe siècle IXe siècle • VIIIe siècle • Haut Moyen Âge • Rome • Grèce |
| • Retour à la chronologie générale de la musique populaire • |

| • Retour à la chronologie générale de la musique populaire • |

| Années de la musique populaire : 1806 - 1807 - 1808 - 1809 - 1810 - 1811 - 1812    |
| Décennies de la musique populaire : 1770 - 1780 - 1790 - 1800 - 1810 - 1820 - 1830 |

## Événements
- 9 février : 
  - Michel-Joseph Gentil de Chavagnac et Marc-Antoine-Madeleine Désaugiers, M. La Gobe, ou Un jour de carnaval, folie-vaudeville en 1 acte, créée à Paris au Théâtre des Variétés.
  - Emmanuel Théaulon et Armand d'Artois, Les Femmes soldats ou la Forteresse mal défendue, vaudeville en 1 acte, créé à Paris au  théâtre du Vaudeville[1].

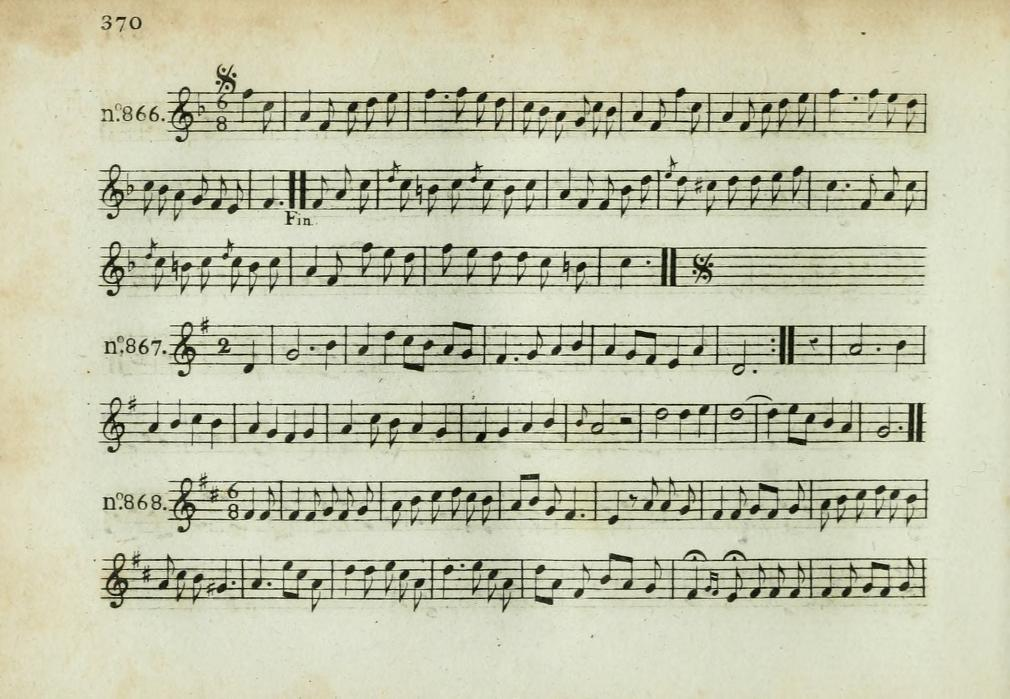
L'air de Bon voyage Monsieur Dumollet.

- 25 juillet : le vaudevilliste Marc-Antoine-Madeleine Désaugiers lance un air à succès : l'Air du Carnaval de Dunkerque à la fin de sa folie en un acte Le Départ pour Saint-Malo ; elle deviendra connue sous le nom de Bon voyage Monsieur Dumollet.
- 18 octobre : Armand Gouffé, avec Nicolas Brazier et Antoine Simonnin, Le Mariage de Charles Collé, ou la Tête à perruque, vaudeville en 1 acte, créé à Paris au Théâtre des Variétés.
- 6 décembre : Louis de Permon, Fortuné Marie, Dudemaine fils et Casimir Rostan fondent à Marseille la goguette la Société des Troubadours de Marseille ; son  Règlement général est en vers et en chanson[2].
- 29 décembre : Sewrin et René de Chazet, Coco Pépin, ou la Nouvelle année, étrennes en 1 acte, mêlées de vaudevilles, créé à Paris au Théâtre des Variétés.

- Date indéterminée :
  - Création du Stalybridge Old Band, brass band britannique, dans le Cheschire, encore en activité au début du XXIe siècle[3].

## Publications
- Antoine Antignac, Chansons et poésies diverses de A. Antignac, convive du Caveau moderne, Paris, J.-B. Poulet, 1809, 240 p.[4].
- Edward Bunting, A General Collection of the Ancient Music of Ireland, collecte d'airs de musique irlandaise traditionnelle.
- Le Chansonnier de la Grande Armée ou choix de chansons militaires dédié aux braves (c'est-à-dire à tous les soldats français), Paris, Marchand, 154 p.[5]..
- Jacques-André Jacquelin, Le Chansonnier de la cour et de la ville, Paris, Chaumerot aîné, 2 vol., 1809-1810.

## Naissances
- 20 janvier : Sebastián Iradier, compositeur basque espagnol de habaneras, mort en 1865.

- Date précise inconnue : 
  - Joseph Limonaire, fabricant français d'instruments de musique mécanique, mort en 1876.

## Décès
- x